# 社木寨之战
社木寨之战，宋高宗绍兴四年（1134年）正月至八月，洞庭湖杨么水军在鼎州（今湖南省常德市东北）歼灭南宋社木寨（今湖南省常德市东）守军的水战。
1133年，南宋荆南、潭鼎澧岳制置使王𤫉率军出鄂州（治今湖北省武汉市武昌区），会同知州程昌寓，入洞庭湖围剿杨么，在下游阳武口（今湖南省岳阳市西洞庭湖中）战败后，王𤫉回到鄂州，留下统制官王渥、赵兴等四人的军队，归程昌寓节制，移驻上沚江口（沅水支流，今湖南省汉寿县境）。不久，杨么军乘胜率领八只车船，满载精锐铁甲士卒出酉港（今湖南省汉寿县东北酉港镇）进击上游宋军。双方在金凤口交战，宋军败逃。程昌寓恐怕鼎州被攻，于是在德山沅水对岸、社木寨、船场寨各派兵五百人驻守。1134年正月初七，程昌寓派统制官杜湛，会同王渥、赵兴一起率兵出战。正月初九，宋军攻克皮真寨，俘陈钦等八十余人，夺船三十只，以小胜招安洞庭湖各寨。六月，王𤫉从鄂州再至鼎州，杨么拒绝招安，宋军再次进剿。七月，杨么反攻鼎州。当时江水暴涨，社木寨地势低平，水满寨中，冲断新陂桥，南宋守军无船转移被困，杨么军首领杨钦率车船水军猛攻其寨，杀守将许筌。守寨官兵五六百人被歼灭殆尽。八月，王𤫉败逃，南宋以其出战无功，屡战屡败，将他贬官。并派岳飞率军大规模进剿。